# Miguel Otero Silva
Miguel Otero Silva (ur. 26 października 1908 w Barcelonie (Wenezuela), zm. 28 sierpnia 1985 w Caracas) – wenezuelski pisarz, prozaik oraz poeta, publicysta i polityk.
Otero Silva uchodzi za jednego z najwybitniejszych wenezuelskich pisarzy. Już w czasie studiów na wydziale inżynierii Universidad Central de Venezuela publikował artykuły w różnych czasopismach. W 1928 zaangażował się w protesty przeciw prezydentowi Juanowi Gómezowi. Na początku lat 30. wyjechał z Wenezueli, do ojczyzny wrócił dopiero po śmierci dyktatora (1935). W 1937 ponownie wydalono go z kraju. Do Wenezueli wrócił w 1940. Poświęcił się dziennikarstwu – współpracował z El Nacional, pisał teksty satyryczne i felietony. W latach 50. zerwał z Komunistyczną Partią Wenezueli. Był przeciwnikiem kolejnego dyktatora – Marcosa Jiméneza. W 1958, po śmierci Jiméneza, został senatorem reprezentującym stan Aragua.
W swoich powieściach Otero Silva ukazywał polityczno-społeczną rzeczywistość Wenezueli. W wielokrotnie nagradzanych Martwych domach ukazuje zmierzch dotychczasowego, ustalonego jeszcze przez hiszpańskich zdobywców, stylu życia. Bohaterowie Nowego miasteczka (częściowo ci sami co w Martwych domach) pracują już na – nowo odkrytych – polach naftowych, stykając się z Amerykanami i szukającymi pracy przybyszami z innych państw Ameryki Środkowej. W dwóch pozostałych wydanych w Polsce książkach pisarz diagnozuje wpływ politycznej niestabilności (dyktatury) na życie jednostki.

## Twórczość
- Fiebre (1931)
- Agua y Cauce (poezja, 1937)
- Martwe domy (Casas Muertas 1955)
- Nowe miasteczko (Oficina Número 1 1961)
- Śmierć Honoria (La Muerte de Honorio 1962)
- La mar que es morir (poezja, 1965)
- Poesía hasta 1966 (poezja, 1966)
- Kiedy chcę płakać – nie płaczę (Cuandro quiero llorar no lloro 1970)
- Lope de Aguirre, príncipe de la libertad (1975)
- La piedra que era Cristo (1984)